# Odzież reklamowa

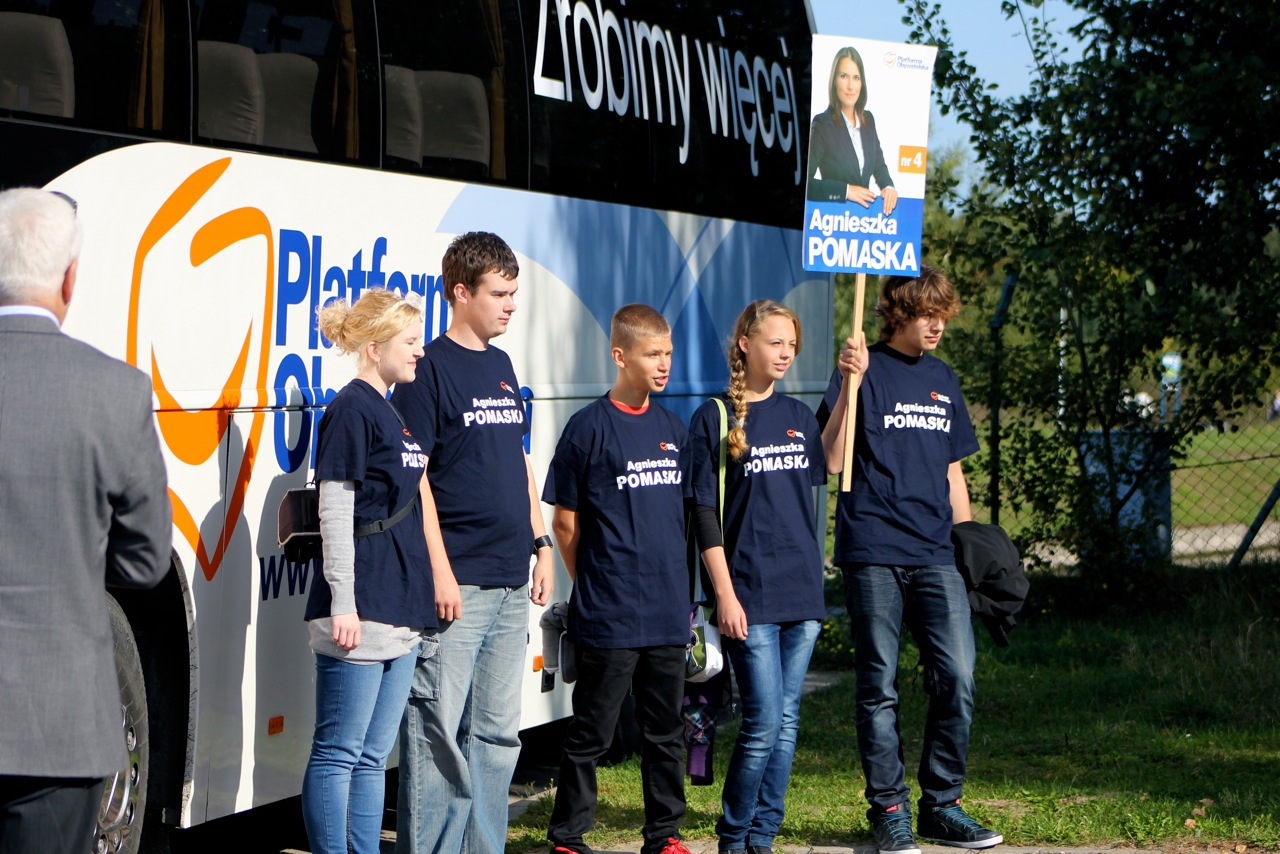
Młodzież w odzieży reklamowej

Odzież reklamowa – ubrania ze znakowaniem, najczęściej logotypem firmy, grafiką bądź hasłem reklamowym prowadzonej kampanii reklamowej. Firmy wykorzystują odzież reklamową do budowania identyfikacji wizualnej, jako strój firmowy, jako upominek dla klienta lub w innych celach promocyjnych.
Najpopularniejsze tekstylia reklamowe to koszulki T-shirt, kurtki, polary, bluzy z kapturem, koszulki polo, czapki z daszkiem oraz koszule.
Odzież reklamowa używana jest jako doskonały nośnik reklamowy, ze względu na fakt, że dobrej jakości ubranie jest noszone w rozmaitych lokalizacjach, dzięki temu logo danej firmy jest eksponowane w miejscach do których trudno dotrzeć standardowymi środkami reklamowymi. Ponadto, tekstylia posiadają na sobie dużą powierzchnię nadruku, dzięki czemu nadruk logo lub grafiki może jest widoczny, wyraźny i może składać się z wielu kolorowych elementów. 